# Aeropuerto Internacional de Tabatinga
El Aeropuerto Internacional De Tabatinga (IATA: TBT, OACI: SBTT) El aeropuerto jardín de la Amazonia, con su pista y área de patio rodeada de flores y plantas ornamentales. En la triple frontera del Brasil con Colombia y Perú. Puesto avanzado y estratégico a las necesidades de las Fuerzas Armadas y de la soberanía nacional. En un área de 6.503.350 m², atiende a la aviación nacional y regional.

## Instalaciones
El Aeropuerto cuenta con una sola pista de 2150 metros de largo con 32 metros de ancho para el ingreso de aeronaves de mediana capacidad por su gran distancia de la ciudad capital del estado, una terminal de pasajeros con una cafetería con vista a la plataforma, 3 salones de atención al pasajero para la aerolínea operante Azul Líneas Aéreas  la sala de espera y la sala de llegada, una torre de control y una plataforma para capacidad de 10 aeronaves. También sirve para aeronaves de tipo militar que custodian la frontera además de los entes regulares como Policía Federal, Recaudación Federal, Vigilancia Sanitaria, SAC - DAC, Vigiagro.

## Destinos

### Nacionales
- Azul Líneas Aéreas
  - Manaus / Aeropuerto Internacional Eduardo Gomes

(Operado en: ATR 42 - ATR 72 - Embraer 170 - Embraer 195)
- Datos: Q2576078